# Volfířov
Volfířov (en allemand : Wolfers) est une commune du district de Jindřichův Hradec, dans la région de Bohême-du-Sud, en République tchèque. Sa population s'élevait à 720 habitants en 2020.

## Géographie
Volfířov se trouve à 11 km au sud-ouest de Telč, à 27 km à l'est-sud-est de Jindřichův Hradec, à 67 km à l'est-nord-est de České Budějovice et à 128 km au sud-sud-est de Prague.
La commune est limitée par Horní Němčice, Studená et Mrákotín au nord, par Olší, Mysletice et Dačice à l'est, par Kostelní Vydří et Dačice au sud et par Český Rudolec, Heřmaneč et Studená à l'ouest.

## Histoire
La première mention écrite du village date de 1349.

## Administration
La commune se compose de six quartiers :
- Brandlín
- Radlice u Volfířova
- Řečice (comprend le hameau de Lipová)
- Šach
- Velká Lhota u Dačic (comprend le hameau de Poldovka)
- Volfířov

## Source
- (cs) Cet article est partiellement ou en totalité issu de l’article de Wikipédia en tchèque intitulé « Volfířov » (voir la liste des auteurs).